# Уэда, Кана
Кана Уэда (яп. 植田 佳奈 Уэда Кана, род. 9 июня 1980, г. Икома, префектура Нара, Япония) — японская сэйю, диктор и певица

. Работает в компании I'm enterprise. Поклонники обычно называют её Кана-сама (佳奈様), коллеги — Кана-тян (佳奈ちゃん).

## Биография
Выросла в г. Хигасиосака, преф. Осака.
По окончании школы Уэда поступила на литературный факультет женского института в Кобе (Kobe College). По окончании обучения там поступила в осакский филиал института сэйю Nichinare. Тогда же начала работать репортёром в одной из телепрограмм на канале MBS.
Её дебют в качестве сэйю состоялся в 2001 году; в том же году она впервые сыграла и в одной из главных ролей (это была роль киборга из России Ивана Уиски в аниме Cyborg 009). В то же время состоялся и её дебют в качестве певицы.
Среди озвученных ею ролей преимущественно встречаются роли молодых девочек; реже — взрослых женщин и, ещё реже, мальчиков. Есть среди её ролей также целый ряд персонажей, говорящих на кансайском диалекте; он не является для Уэды родным, но она за это время хорошо его освоила (тем более, что у неё к этому были предпосылки: её бабушка родом из Киото, она училась в институте в Кобэ и т. д.) Ещё один характерный для неё тип персонажа — девочка с двумя косичками (в Японии такую причёску называют «цуинтэ:ру», от англ. twin tail); Уэда и сама до 2006 года носила такую причёску, отчего была прозвана поклонниками «цуинтэ:ру сэйю» (ツインテール声優).
Из других её умений, о которых она пишет в своём профиле, можно отметить игру на муз. инструментах (ударные и пианино) и 4-й разряд по любительскому радио.

## Роли

### TV-аниме
2001
- Angelic Layer (Сэто Ринго)
- Cyborg 009 (001/Иван Уиски)
- Chance: Triangle Session (Моримура Дзюн)
- Последняя Фантазия: Всемогущий (Херба)
- Great Dangaioh (школьница, девочка, Суги Рёко)

2002
- Samurai Deeper Kyo (Антэра, Сайсэй)

2003
- Dear Boys (школьница)
- Жаркое лето (Моримура Рэйка)
- Mermaid Melody Pichi Pichi Pitch (Сара)
- Shingetsutan Tsukihime (Кохаку)
- Wandaba Style (Юри Фуюдэ)

2004
- Burst Angel (Yoko)
- Дафна: Тайна сияющих вод (Хаяма Сидзука)
- Gakuen Alice (Сакура Микан)
- Kannazuki no Miko (Корона)
- Kujibiki Unbalance (Лиза Хамви)
- Maria-sama ga Miteru (Юми Фукудзава)
- Melody of Oblivion (Кю-тян)
- Ragnarok the Animation (Лиза)
- Sensei no Ojikan (Минако Томинага)
- Soreike! Zukkoke san-nin gumi (девочка-инопланетянка)
- Tactics (Эдогава Мияко)
- The Marshmallow Times (Жасмин)
- Uta Kata (Минами)

2005
- Gokujou seitokai (Куцуги Котоха)
- Futakoi Alternative (репортёр)
- He Is My Master (Анна Кураути)
- Hell Girl (Хасимото Маюми)
- Loveless (Хаватари Юико)
- Magical Girl Lyrical Nanoha A’s (Ягами Хаятэ)
- MegaMan NT Warrior (Pink Bunny)
- Pani Poni Dash! (Момосэ Куруми)
- Petopeto-san (Пэтоко)

2006
- Ballad of a Shinigami (Фудзисима Ютака)
- Chocotto Sister (Хасуки Хидэко)
- Dinobreaker (ребёнок A)
- Fate/stay night (Рин Тосака)
- Gin Tama (Ханако)
- Glass Fleet (Аймель)
- Majime ni Fumajime Kaiketsu Zorori (Золушка)
- Kashimashi: Girl Meets Girl (Осараги Хадзуму)
- Ryusei no Rockman (Сироганэ Луна)
- Pokemon: Battle Frontier (Луна)
- Pumpkin Scissors (Сержант Стеккин)
- Tactical Roar (Фуками Санго)
- The Backyardigans (Тася)
- Tokko (Курэха Судзука)
- Usahana Yumemiru barerina (Anzu)

2007
- Fantastic Detective Labyrinth (Миэно Хацуми, Сока)
- Gakuen Utopia Manabi Straight! (руководитель кружка)
- Gin Tama (второй сезон) (Ханако)
- Hayate the Combat Butler (Айдзава Сакуя)
- Hitohira (Тамаки Харуко)
- Kaze no Stigma (Огами Мисао)
- Kotetsushin Jeeg (Тамасиро Цубаки)
- Magical Girl Lyrical Nanoha StrikerS (Ягами Хаятэ)
- Majin Tantei Nōgami Neuro (Кацураги Яко)
- Major (третий сезон) (Накамура Михо)
- Ryusei no Rockman Tribe (Сироганэ Луна)
- Night Wizard The ANIMATION (Азель Иблис)
- Pururun! Shizuku-Chan (Итиго)
- Rental Magica (Хонами Такасэ Амблер)
- Sugarbunnies (София Чербург)
- Tengen Toppa Gurren Lagann (Кинон Бачика)
- The Galaxy Railways: Crossroads to Eternity (Frel)
- Tokyo Majin Gakuen Kenpuchou: Tou (Мэри Клэр)
- Zombie-Loan (Ёимати Коёми)

2008
- Gin Tama (третий сезон) (Ханако)
- Kurenai (Лин Ченшин)
- Linebarrels of Iron (Эндо Сидзуна)
- Major (четвёртый сезон) (Накамура Михо)
- Nogizaka Haruka no Himitsu (Нанасиро Нанами)
- Sekirei (Ёми)
- Shigofumi: Letters from the Departed (Фумика)
- Sugarbunnies (София Чербург)
- Telepathy Shoujo Ran (Наха Мидори)
- Toshokan Sensou (Накадзава Мариэ)
- Tytania (Летиция)
- You’re Under Arrest: Full Throttle (девочка)

2009
- Atashin'chi (Ониси)
- Examurai Sengoku (Канаэ)
- Go Kyoudai Monogatari (Женщина)
- Hayate no Gotoku!! (Сакуя Айдзава)
- Kämpfer (Рика Уэда)
- Major (Fifth Season) (Михо Накамура)
- Maria-sama ga Miteru 4th Season (Юми Фукудзава)
- Nogizaka Haruka no Himitsu: Pure Rezza (Нанами Нанасиро, Нанао)
- -Saki- (Саки Миянага)
- Sugarbunnies: Fleur (София Чербург)
- Taishou Baseball Girls (Ноэ Кавасима)
- Tears to Tiara (Расти)
- To Aru Kagaku no Railgun (Мии Конори)
- Viper's Creed (Крис)

2010
- Hanakappa (Тэрэ-тэрэ-бодзу, Ант)
- Maid Sama! (Субару, школьница)
- Major (шестой сезон) (Михо Накамура, диктор)
- Shimazu Nariakira and I (Ёко)
- So Ra No Wo To (Юкико)
- Tegami Bachi Reverse (Селика)
- Uragiri wa Boku no Namae o Shitteiru (Эшли)
- Yorinuki Gin Tama san (Ханако)

2011
- Bunny Drop (Харуко Маэда)
- Fate/Zero (Рин Тосака)
- Freezing (Атия Симмонс)
- Hanakappa (ассистент дантиста)
- Hanakappa mini (Тере Тере Бозу)
- Kaitou Tenshi Twin Angel (Юрико Баракодзи)
- Kämpfer fur die Liebe (Рика Уэда)
- Tansu Warashi (Таэ)
- Yumekui Merry (Тидзуру Каванами)

2012
- Accel World (Аква Aqua Current)
- AKB0048 (Томочин)
- Anpanman (Такэноко Боя)
- Cardfight!! Vanguard (Джиллиан Чен)
- Fate/Zero 2nd Season (Рин Тосака)
- Girls und Panzer (Момо Кавасима)
- Hanakappa (Цыпленок, Акадзукин)
- Hagure Yuusha no Estetica (Тикагэ Госэн)
- Hayate no Gotoku! (Сакуя Айдзава)
- Hunter × Hunter (Неон Ностраде)
- Pocket Monsters: Best Wishes! (Фууро)
- Saki Achiga-hen Episode of Side-A (Саки Миянага)
- Sengoku Collection (Агэха)
- Thermae Romae (Ямагути)
- Total Eclipse (Кадзуса Ямасиро)
- Zoku Shimazu Nariakira and I (Ёко)

2013
- AKB0048 next stage (Томочин)
- Pokémon Smash! (Луна)
- Fate/kaleid liner Prisma Illya (Рин Тосака)

2014
- Fate/stay night: Unlimited Blade Works (Рин Тосака)
- Fate/kaleid liner Prisma Illya Zwei (Рин Тосака)

2015
- Fate/kaleid liner Prisma Illya Zwei Herz (Рин Тосака)

2016
- Fate/kaleid liner Prisma Illya Drei (Рин Тосака)

2018
- Fate/Extra Last Encore (Рин Тосака)

2021
- Battle Athletes Victory ReSTART (Тамами Янагида)

### OVA
- Aki Sora (Нами Аой / 2009)
- Carnival Phantasm (Тосака Рин / 2011)
- Cyborg 009 Conclusion God’s War (Киборг 001/Иван Виски / 2003)
- Daphne in the Brilliant Blue (Сидзука Хаяма / 2004)
- Dr. Spelunker (учительница / 2011)
- Denpa teki na Kanojo (Каори Сираиси//2009)
- Final Fantasy: Unlimited PhaSE.0 (Герба, Кана Уэда/2002)
- Hagure Yuusha no Kichiku Bigaku: Kichiku heno Toryumon Super Zero Kan (Тикагэ Госэн/2012)
- Hayate the Combat Butler — Atsu ga Natsui ze Mizugi Hen (Сакуя Айдзава/2009)
- He Is My Master Emergency Dispatch (Анна Кураути/2005)
- Hori-san to Miyamura-kun (Юки Ёсикава/2012)
- Kemono to Chat (президент школьного совета/2009)
- Kujibiki Unbalance (Лиса Хамви/2005)
- Kure-nai (Лин Ченг-Син/2010)
- Kyo no Gononi (Мэгуми Хидака/2006 — 2008)
- Linebarrels of Iron (Сидзука Эндо/2009)
- Maria-sama ga Miteru OVA Series (Юми Фукудзава/2005 — 2010)
- Nogizaka Haruka no Himitsu Finale (Нанама Нанасиро/2012)
- Pani Poni Dash! OVA (Куруми Момосэ/2009)
- Sensei no Ojikan (Минако Томинага/2005)
- Shigofumi: Letters from the Departed (Фумика/2008)
- Strawberry 100% (Кодзуэ Мукай/2005)
- Sylvanian Families 1 — 3 (Сима Нэко/2007)
- TAKAMICHI SUMMER WORKS (Кана Уэда/2011)
- To Aru Kagaku no Railgun (Мии Конори/2010)
- Touhou Project SIDE STORY (Кинако/2007)
- Wandaba Style (Юри Фуюдэ/2003)
- Zettai Shougeki: Platonic Heart Battle 1 — 5 (Рю Гетурей/2009)

### Полнометражные аниме
- Gunbuster vs. Diebuster: Aim For The Top! The GATTAI!! Movie (Командир, Первой Дивизии/2006)
- Maria-sama ga Miteru 3D (Юми Фукудзава/2008)
- Tengen Toppa Gurren Lagann: Gurren-hen (Кинон/2008)
- Tengen Toppa Gurren Lagann: Lagann-hen (Кинон/2009)
- Fate/stay night Unlimited Blade Works (Тосака Рин/2010)
- Maria-sama no Tashinami (Юми Фукудзава/2010)
- Hayate no Gotoku!! (Сакуя Айдзава/2011)
- Tansu Warashi (Таэ/2011)
- Xi AVANT (Аканэ/2011)
- Strike Witches (Хайдемари В. Шнауфер/2012)
- Toshokan Sensō: The Wings of Revolution (Мари Накадзава/2012)
- Magical Girl Lyrical Nanoha The MOVIE 2nd A’s (Хаятэ Ягами/2012)
- Hanakappa Hanasake! Pakkan Chō no kuni no daibōken (Тэрэ-тэрэ-бодзу/2013)
- Hanakappa That's Hanakappa Musical Pan to gohan, docchinano!? (Тэрэ-тэрэ-бодзу/2013)
- Fate/kaleid liner Prisma Illya: Sekka no Chikai (Рин Тосака/2017)
- Fate/stay night: Heaven's Feel (Part I. Presage Flower) (Рин Тосака /2017)
- Fate/stay night: Heaven's Feel (Part II. Lost Butterfly) (Рин Тосака /2019)

### ONA
- Emiya-san Chi no Kyou no Gohan (Тосака Рин)
- Keitai Shoujo (Мия Гото)
- BRAVE10 (Идзанами)
- Maria-sama no Oshirase (Юми Фукудзава)
- Paperman (Палед Ирика)

### Игры
2001
- Kidou Tenshi Angelic Layer for Game Boy Advance (Ринго Сэто)

2002
- Ever17 -the out of infinity- (Сара Мацунага)

2003
- Colorful High School (Мари Такамура)
- Ever17 -the out of infinity- Premium Edition (Сара Мацунага)
- Growlanser IV: Wayfarer of Time (Мел)
- Wandaba Style (Юри Фуюдэ)

2004
- Summon Night: Swordcraft Story 2 (Air Colthearts)

2005
- Best Student Council (Котоха Куцуги)
- Graduation: Next Graduation (Рейка Такасиро)
- Growlanser IV: Return (Мел)
- Keitai Shoujo (Мия Гото)
- Petopeto-san Desktop Accessory (Petoko (Хатоко Фудзимура))
- Realize: Panorama Luminary (Рин Инаба)
- Maria-sama ga Miteru Desktop Accessory (Юми Фукудзава)
- White Princess the second (Нацуми Урабэ)

2006
- CRYSTAL BOARDER (Лидия)
- Disgaea 2: Cursed Memories (Юкимару, Асаги)
- Enchanted Arms (Карин)
- FRAGMENTS BLUE (Момока Ядзава)
- Gakuen Alice: Kira Kira Memory Kiss (Микан Сакура)
- Kashimashi: Girl Meets Girl: Hajimete no Natsu Monogatari (Хадзуму Осараги)
- Keitai Shoujo (Мия Гото)
- MÄR: Klavier of oblivion (Flat A)
- Pinky:St KiraKira Music Hour (Хана)
- Tensyo Gakuen Gekkoroku (Рио Амакуса)
- Torikago no mukou gawa (Асука)
- Wrestle Angels: Survivor (Сатоми Кодзима, Эномото Ая)

2007
- Agarest: Generations of War (Эллис)
- ASH: Archaic Sealed Heat (Мэрити)
- Bakumatsu Renka: Hanayanagi Kenshi-den (Судзука Сакураба)
- Enchanted Arms (Карин)
- Fate/stay night [Realta Nua] (Тосака Рин)
- Fate/tiger colosseum (Тосака Рин)
- Hayate no Gotoku! Boku ga Romeo de Romeo ga Boku de (Сакуя Айдзава)
- Keitai Shōjo (Мия Гото)
- Mega Man Star Force 2 (Луна Сироганэ)
- Pinky:St KiraKira Music Night (Хана)
- Star Ocean: The First Departure (Эрис/Элис Джеранд)
- Sugarbunnies DS Dream Sweets Factory (София Чербург,Бучиуса)
- Summon Night Twin Age (Реха)
- Super Swing Golf PANGYA 2nd Shot (Эрика)
- Super Swing Golf PANGYA Magical Voice Club Set/Miracle Voice Club Set (Эрика)
- Tengen Toppa Gurren Lagann (Кинон Батика)

2008
- Agarest Senki: Re-appearance (Эллис)
- Busou Shinki Battle Rondo (Тигрис)
- BlazBlue: Calamity Trigger (Рейчел Алукард)
- D.C.II P.S. (Синобу Фудзибаяси)
- Disgaea 3: Absence of Justice (Юкимару)
- Fate/tiger colosseum upper (Тосака Рин, Калейдо Руби)
- Fate/Unlimited Codes (Тосака Рин)
- Hayate no Gotoku! Ojō-sama Produce Daisakusen Bokuiro ni Somare! (Сакуя Айдзава)
- Infinity Plus (Сара Мацунага)
- Infinite Undiscovery (Рока)
- Majin Tantei Nōgami Neuro: Battle da Yo! (Яко Кацураги)
- Majin Tantei Nōgami Neuro: Neuro to Yako no Bishoku Zanmai (Яко Кацураги)
- Nogizaka Haruka no Himitsu Cosplay, Hajime Mashita (Нанами Нанасиро)
- Rune Factory Frontier (Дзюни)
- Tears to Tiara: Kakan no Daichi (Расти)
- The season of L part 2 Invisible Memories (Харука Нараяма)
- Transpee (Голос Героя)
- Wrestle Angels: Survivor 2 (Сатоми Кодзима, Эномото Ая)

2009
- BlazBlue: Continuum Shift (Рейчел Алукард)
- Clear: Atarashii Kaze no Fuku Oka de (Юдзуру Кисаки)
- Disgaea 2: Dark Hero Days (Юкимару, Асаги)
- Disgaea 3: Raspberyl Chapter (Юкимару)
- Ever17 -the out of infinity- Premium Edition (Сара Мацунага)
- Fortune Summoners Deluxe (Сана Поанет)
- Halo 3: ODST (Сади Эндеша; Только в японской версии)
- Hayate no Gotoku! Nightmare Paradise (Сакуя Айдзава)
- Infinity Plus Portable (Сара Мацунага)
- Keitai Shoujo Solitaire -FreeCell- (Мия Гото)
- KILLZVALD: The Last Human (Тенбин Цукихито)
- Linebarrels of Iron (Сидзуна Эндо)
- Momoiro Taisen Pairon (Луна Ру Белл, Эллис)
- SEGA Network Taisen Mahjong MJ4 (Саки Миянага)
- Super Swing Golf PANGYA Exceed Voice Club Set/Chemical Voice Club Set (Эрика)
- Super Swing Golf PANGYA PORTABLE (Эрика)
- Taishō Baseball Girls: Otome-tachi no Seisun Nikki (Ноэ Кавасима)
- Tales of Graces (Паскаль)
- Tears to Tiara Anecdotes -The Secret of Avaron- (Расти)
- The season of L Double Pocket (Харука Нараяма)
- The Tower of Aion (Голос Героя)
- Zettai Shougeki: Platonic Heart (Рю Гетурей)

2010
- Ai Sp@ce (Рейму Хакурэй)
- Agarest Senki 2 (Эллис)
- Beatmania IIDX (Ироха Умегири)
- BlazBlue Battle×Battle (Рейчел Алукард)
- BlazBlue Portable (Рейчел Алукард)
- BlazBlue: Continuum Shift (Рейчел Алукард)
- BlazBlue: Continuum Shift II (Рейчел Алукард)
- Busou Shinki Battle Masters (Тигрис)
- Concerto Gate (Котодама Уэ но Амэ)
- D.C.I&II P.S.P. (Синобу Фудзибаяси)
- Fate/Extra (Тосака Рин)
- Hyperdimension Neptunia (Иф)
- Koi no iko (Ико)
- Magical Girl Lyrical Nanoha A’s PORTABLE: THE BATTLE OF ACES (Хаяте Ягами, Дарк Лоад)
- Nogizaka Haruka no Himitsu Dōjinshi, Hajime Mashita (Нанами Нанасиро)
- Paperman (Палед Ирика)
- Saki — Portable (Саки Миянага)
- Seijyaku ni Denki noko Playable Version!? (Идзумо Иваками)
- Tales of Graces f (Паскаль)
- Tears to Tiara Anecdotes -The Secret of Avaron- Portable (Расти)
- Tears to Tiara: Kakan no Daichi Portable (Расти)
- The Last Blade Outside: Akari to Nanatsu no Yodama (Акари Итидзё)
- Twinkle Crusaders GoGo! STARLIT BRAVE!! (Рин)
- Zangeki no REGINLEIV (Альвильда)

2011
- AQUAPAZZA -AQUAPLUS DREAM MATCH- (Расти)
- Atlantica (Sara)
- BlazBlue: Continuum Shift II PSP (Рейчел Алукард)
- BLAZBLUE CONTINUUM SHIFT EXTEND (Рейчел Алукард)
- Call of Duty: Modern Warfare 3 (Алена)
- Concerto Gate Forte Special Certo Kuji 3rd (Котодама но Амэ)
- Disgaea 3 Return: Absence of Justice (Юкимару)
- Emblem Saga (Ассасин)
- Ever17 (Сара Мацунага)
- Gal*Gun (Мако Курода)
- Growlanser IV: Over Reloaded (Мел)
- Hyperdimension Neptunia Mk2 (Иф)
- Keitai Shōjo Renai Bucket (Мия Гото)
- LORD of VERMILION Re:2 (Март)
- Magical Girl Lyrical Nanoha A’s PORTABLE: THE GEARS OF DESTINY (Хаятэ Ягами, Дарк Лоад)
- MAPLUS Portable Navi 3 (Рин Тосака)
- Mobius Online (Сая Куребэйн, Girl: Unfussy 1, 2)
- Momoiro Taisen Pairon for NicoNico App (Луна Ру Белл, Эллис)
- Monster Hunter Frontier Online (VOICE TYPE27)
- Nendoroid Generation (Рин Тосака)
- Paperman Voice Band Pack (Палед Ирика)
- Queen’s Gate Spiral Chaos (Алиса Открывательница Врат)
- Seijyaku ni Denki noko (Идзумо Иваками)
- Shinigami to Shōjo (Саё Тоно)
- Shinobido2 — Sange - (Кисенка но Сидзуку)
- Shin Kamaitachi no Yoru (Миюки Умедзоно)
- To Aru Kagaku no Railgun(Мии Конори)
- Weiß Schwarz Portable (Рин Тосака, Хаятэ Ягами)

2012
- AQUAPAZZA -AQUAPLUS DREAM MATCH- (Расти)
- Atelier Ayesha (Марион Куинн)
- BLAZBLUE CONTINUUM SHIFT EXTEND (Рейчел Алукард)
- BLAZBLUE CHRONO PHANTASMA (Рейчел Алукард)
- Call of Duty: Black Ops II (Хлоэ Линч、Мисти)
- Call of Duty: Black Ops: Declassified (Хлоэ Линч、Мисти)
- Fate/stay night [Realta Nua] (Рин Тосака)
- Fate/Zero [Next Encounter] (Тосака Рин)
- Gal*Gun (Мако Курода)
- Gunslinger Stratos (Сидзунэ Риндо)
- Kami Jigen Game Neptune V (Иф)
- Magical Girl Lyrical Nanoha INNOCENT (Хаятэ Ягами)
- Mobakano (Канако Коноэ)
- Momoiro Taisen Pairon Voice Pack (Луна Ру Белл)
- Phantasy Star Online 2 (Пати, Филия)
- Tokitowa (Мобиус)

2013
- AKB0048 Galaxy Cinderella (Томочин)
- BLAZBLUE CLONE PHANTASMA (Рейчел Алукард)
- Fate/EXTRA CCC (Рин Тосака)
- Muv-Luv Alternative: Total Eclipse (Кадзуса Ямасиро)
- Seisyun hajimemashita (Алиса Нагумо)
- Seisyunhime
- Super Robot Wars UX (Сидзуна Эндо)
- Tales of Hearts R (Паскаль)
- To Aru Majutsu to Kagaku no Gun sō Katsugeki (Мии Конори)
- Zettai Shougeki: Platonic Heart (Рю Гетурей)

2020
- Genshin Impact (Наганохара Ёимия)